# Mónica Echeverría Yáñez
Mónica Echeverría Yáñez (Santiago de Xile, 2 de setembre de 1920 - La Reina, 3 de gener de 2020) va ser una escriptora, professora, actriu, directora, dramaturga i activista xilena per la justícia social i la memòria democràtica. Echevarría és considerada una de les més destacades figures del feminisme i la cultura xilena.

## Primers anys
Filla d'una família aristocràtica —els seus pares van ser José Rafael Echeverría Larraín i l'escriptora María Flora Yáñez, i el seu avi el polític Eliodoro Yáñez Ponce de León—, va viure fins als vuit anys a l'Estat francès amb el seu avi, que havia hagut d'exiliar-se a causa de la dictadura del general Carlos Ibáñez del Campo. Recorda que quan va retornar a Xile havia oblidat el castellà.
Va estudiar a les Esclaves del Sagrat Cor, «col·legi retrògrad», segons el va definir anys més tard, i després va ingressar a l'Institut Pedagògic de la Universitat de Xile, per a després exercir durant molts anys com a professora de literatura.

### Matrimoni i fills
Es va casar el 1944 amb l'arquitecte i polític Fernando Castillo Velasco, amb qui va tenir cinc fills: la documentalista Carmen, Cristián, Fernando José —un dels líders de la comuna de Pirque—, Javier, mort en un accident automobilístic a principis dels anys 1970, i Consuelo.

## Vida pública
Des de la dècada de 1940, va exercir la docència durant vint-i-dos anys, activitat que complementaria amb el desenvolupament de la seva vocació pel teatre, on va participar com a actriu, directora i autora de diferents obres i espectacles infantils, de la companyia de teatre Ictus, a partir de 1955.
El 1959, va col·laborar amb el dramaturg Jorge Díaz i el director Claudio di Girolamo Carlini, i va estrenar diverses obres de teatre per a infants. En aquest període es va destacar com a directora de teatre infantil i les seves obres més reeixides van ser la sèrie del Gall Quiquirico.
Després del cop d'estat de l'11 de setembre de 1973 que va assassinar el president Salvador Allende, i a causa de la militància de dos dels seus fills al Movimiento de Izquierda Revolucionaria, ella i el seu espòs van acceptar la invitació de la Universitat de Cambridge per a exercir-hi la docència. L'any següent, van marxar a Anglaterra, mentre Carmen i Cristián lluitaven en la clandestinitat contra la dictadura militar del general Augusto Pinochet. No van tornar a Xile fins al 1978.
Figura llegendària de la vida cultural xilena, va organitzar una exposició d'art eròtic a la Universitat Catòlica. El 1981, en plena dictadura militar, va donar vida a l'anomenada Operació Chancho: va aviar pel cèntric carrer Ahumada un porc amb una gorra com la de Pinochet. El 1988 va ser una de les fundadores del moviment polític Independents pel Consens Democràtic.
Va ser també una de les fundadores del Centre Cultural Estació Mapocho, just tornar d'Anglaterra, època en què va dramatitzar tres assajos: sobre Simone de Beauvoir, Federico García Lorca i María Monvel. El 2003, per a l'aniversari dels trenta anys del cop d'estat, va realitzar el radioteatre La última epopeya de Salvador Allende.
Com a narradora va publicar el seu primer llibre, Antihistoria de un luchador, el 1993, una biografia de 500 pàgines sobre el sindicalista Clotario Blest. A aquesta obra van seguir-ne altres, en la seva majoria novel·les basades en personatges reals com la cantautora Violeta Parra o el general Pinochet. El seu últim llibre —Acero y paloma. Relato de una mujer libre en cautiverio, reconstrueix la història de Sybila Arredondo, esposa xilena de l'escriptor José María Arguedas, que, acusada de militar a Sendero Luminoso, va estar empresonada durant 15 anys al Perú.
Va morir la nit del divendres 3 de gener de 2020 als 99 anys, a la seva casa de la comuna de la Reina. Va ser vetllada al campus Oriente de la Universitat Catòlica i, complint els seus desitjos, amb un pedaç ocular en homenatge a les víctimes de lesions oculars durant les protestes a Xile dels últims mesos contra el govern de Sebastián Piñera, i un cartell al pit amb el lema «Mujeres por la vida». Els seus funerals es van realitzar al Cementiri General de Santiago.

## Obres
- Antihistoria de un luchador, LOM Ediciones, Santiago, 1993.
- Agonía de una irreverente, Editorial Sudamericana, Santiago, 1996.
- Crónicas vedadas. Radiografía de la élite impune, Sudamericana, Santiago, 1999. Conté els següents 6 relats històrics:
  - «Seis distinguidas damas y un imprudente inquisidor», «El misterioso señor Monteagudo», «Ocaso de un glorioso general», «El crimen de Chicureo (Lugar de los tordos)», «Azarosa vida de un arzobispo» y «Sobrevivir sin raíces».
- Difícil envoltorio, 2000.
- El vuelo de la memoria, LOM, Santiago, 2002, Editorial Txalaparta, 2005.[14]
- Cara y sello de una dinastía, 2005.
- Krassnoff, arrastrado por su destino, Catalonia, Santiago, 2008.
- Yo, Violeta, Plaza & Janés, Santiago, 2010.
- Insaciables, Plaza & Janés, Santiago, 2012.
- ¡Háganme callar!, Ceibo Ediciones, Santiago, 2016.
- Acero y paloma. Relato de una mujer libre en cautiverio, Catalonia, 2018.

## Pel·lícules
- La colonia penal, de Raúl Ruiz, 1970.
- La luna en el espejo, de Silvio Caiozzi, 1990.
- Días de campo, de Raúl Ruiz, 2004.